# Knightia excelsa
Genre
Classification APG II (2003)
Répartition géographique
Rewarewa, nom maori de l'espèce knightia excelsa, localement surnommé « chèvrefeuille de Nouvelle-Zélande », est un arbre endémique de la Nouvelle-Zélande. Son aire de répartition couvre la totalité de l'île du Nord, ainsi que les terres des Marlborough Sounds dans la partie septentrionale de l'île du Sud.

## Nom
Le nom savant de la plante, knightia excelsia, a été donnée en hommage à Thomas Andrew Knight, ancien président de la Royal Horticultural Society, « excelsia » signifiant « haut ».

## Distribution
L'aire de répartition du rewarewa est limitée à la Nouvelle-Zélande. L'arbre y est endémique. Plus précisément, sa distribution se limite à la totalité de l'île du Nord, ainsi qu'aux terres émergées des Marlborough Sounds, dans la partie septentrionale de l'île du Sud. Il pousse généralement sur des sols assez pauvres, depuis le littoral jusqu'à 850 mètres d'altitude environ. C'est une espèce pionnière, qui est parmi les premières à repousser sur un brûlis ou un défrichement.
Le taxon est isolé pour la première fois en 1810 par Robert Brown.
Avec le Toronia (en), c'est le seul membre de l'ordre des proteaceae à avoir survécu à la dernière période glaciaire.

## Caractéristiques
Le rewarewa est un arbre qui peut atteindre trente mètres de hauteur, avec une forme générale conique. Le tronc, qui peut atteindre un mètre de diamètre, est très caractéristique, d'une couleur rougeâtre pâle à foncée, avec un aspect moucheté. La croissance de l'arbre est en moyenne de trente à quarante centimètres par an, pour une augmentation de diamètre de cinq à huit millimètres annuels.
Les fleurs produisent au printemps un nectar abondant et très prisé des méliphages tūīs ainsi que des méliphages carillonneurs. Les gousses des graines sont légèrement courbes et auraient été une source d'inspiration pour la forme des wakas.

Tronc et feuilles du rewarewa
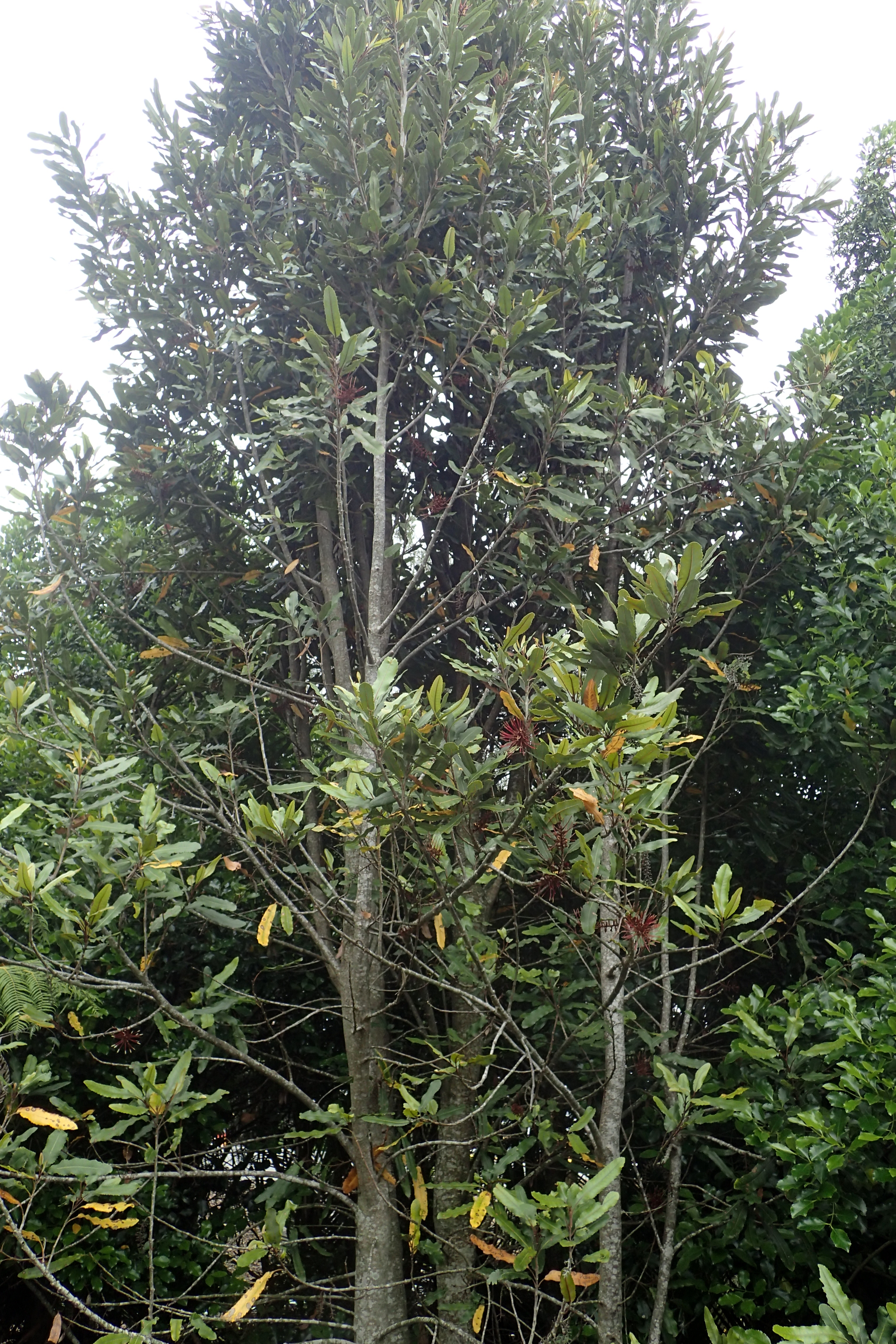
Jeune plant de rewarewa au jardin botanique d'Auckland.
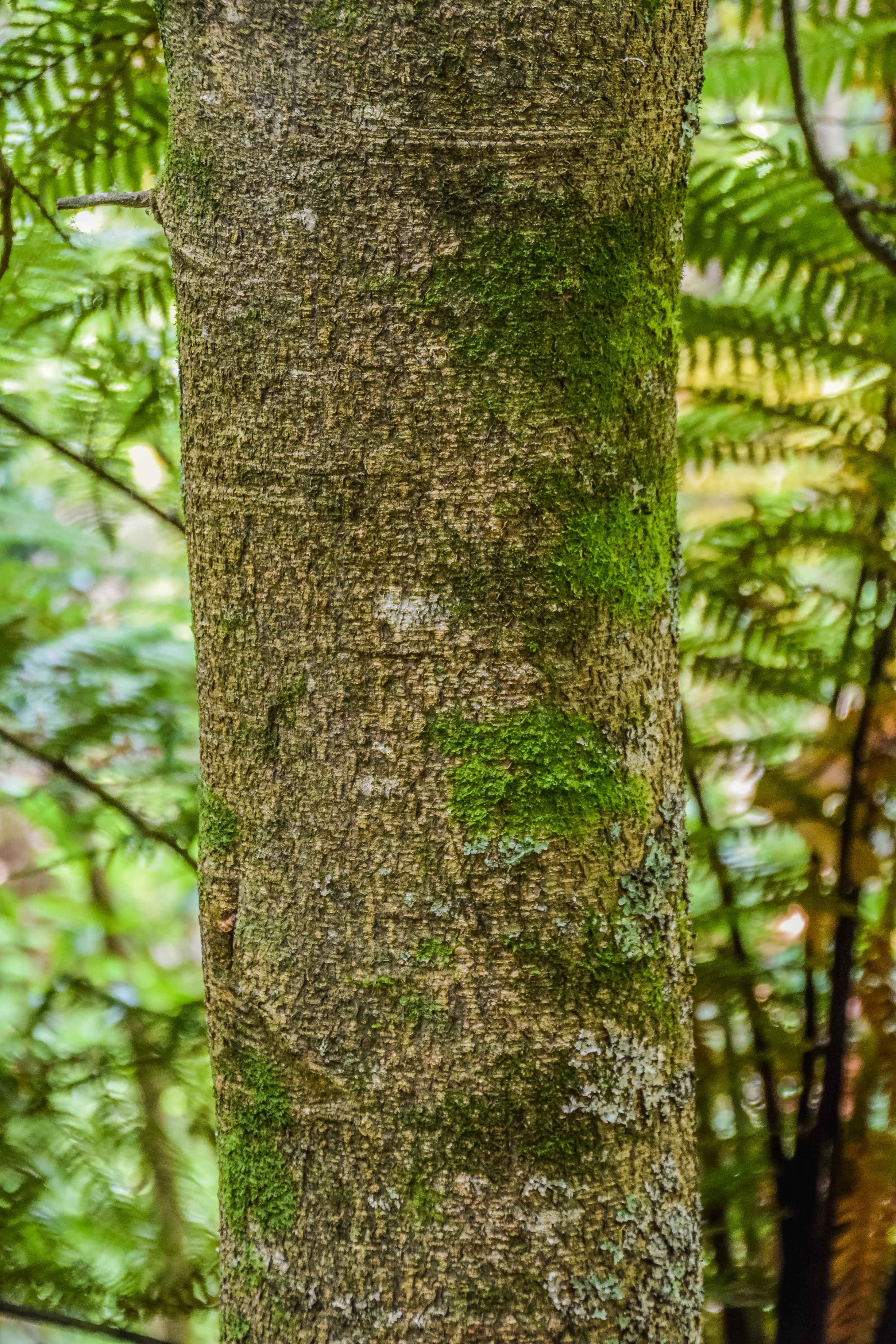
Le tronc du rewarewa dans l'arboretum d'Eastwoodhill (en)
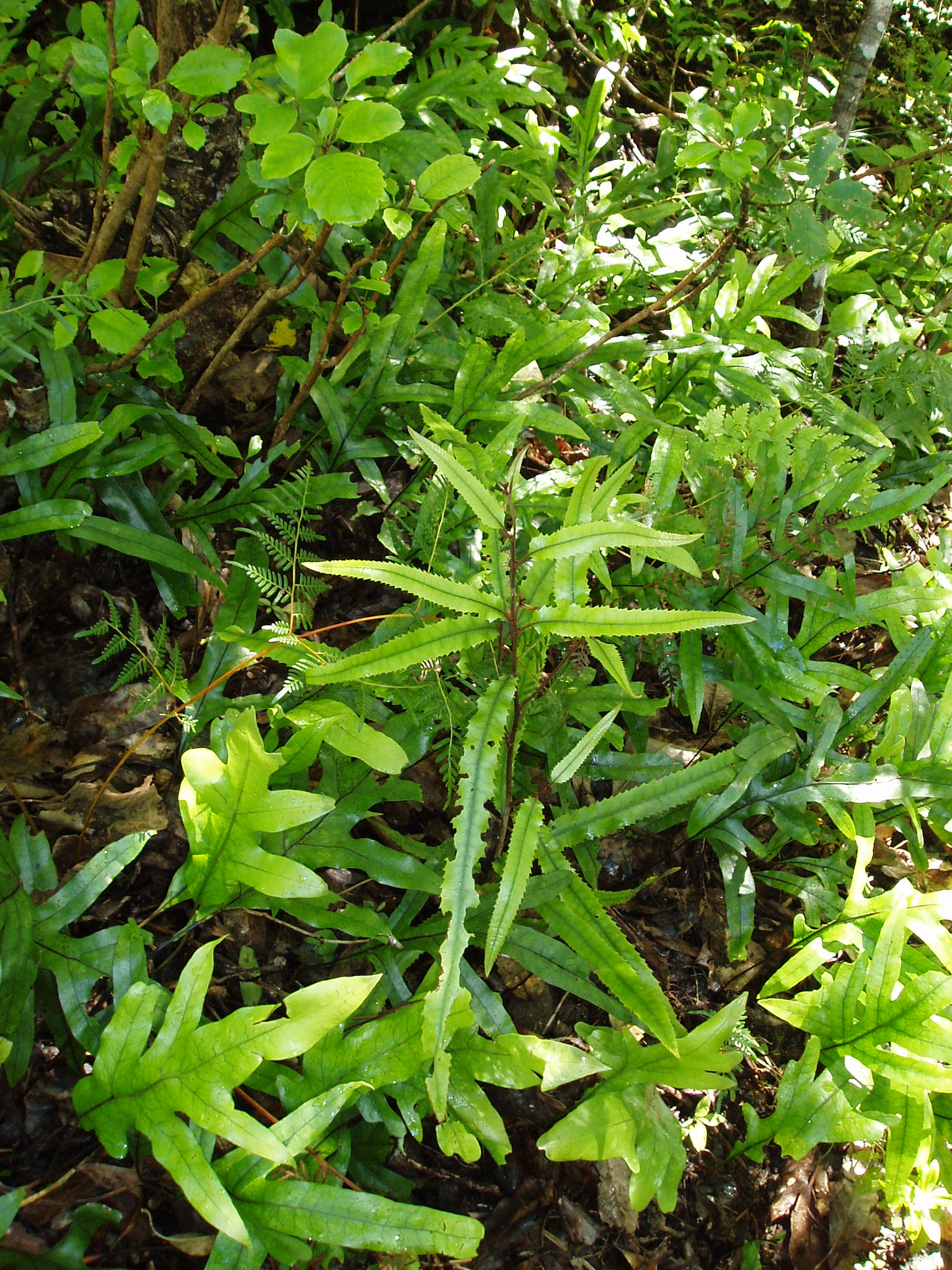
Rejeton de rewarewa.
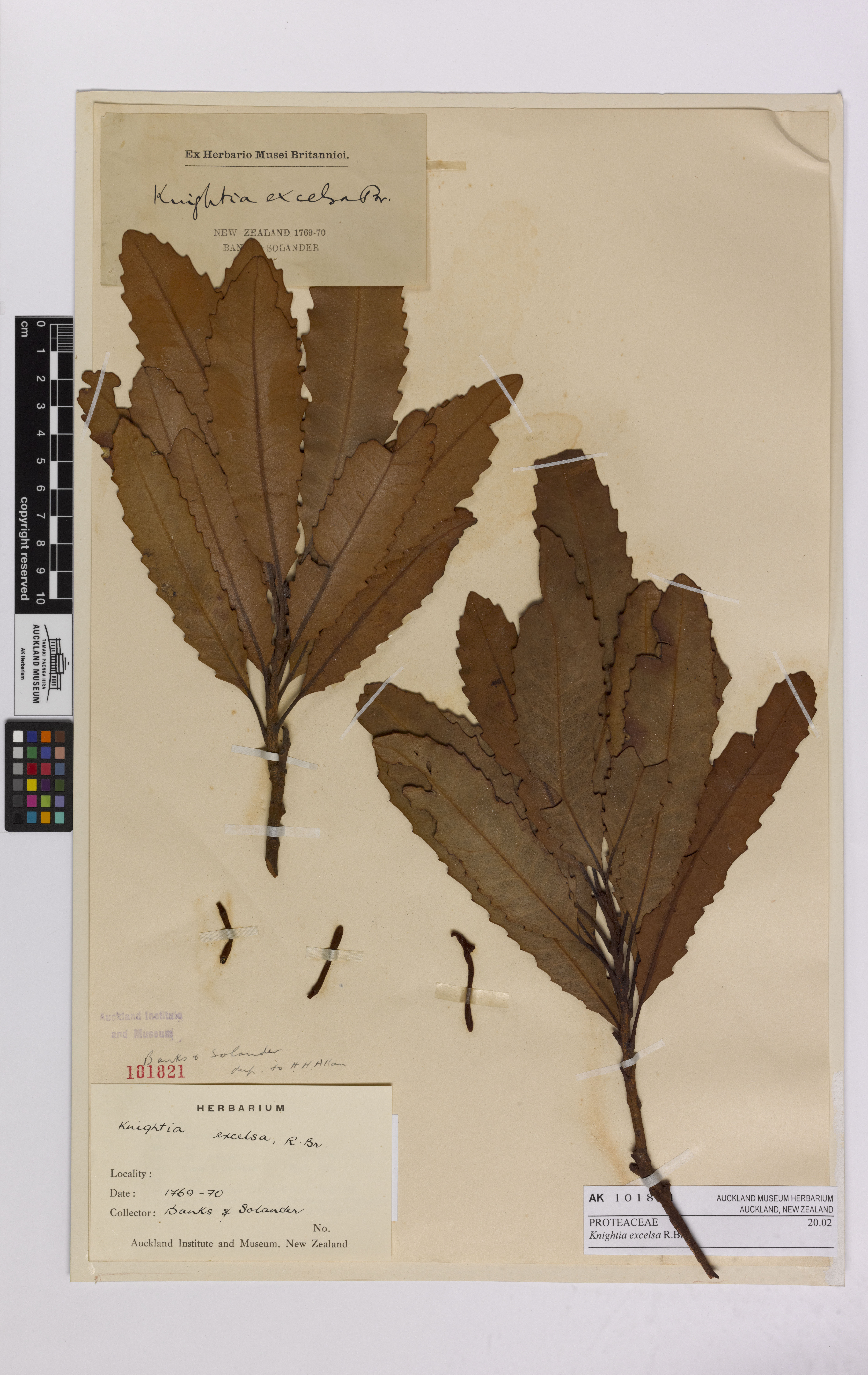
Feuilles séchées de rewarewa.

Fleurs du rewarewa
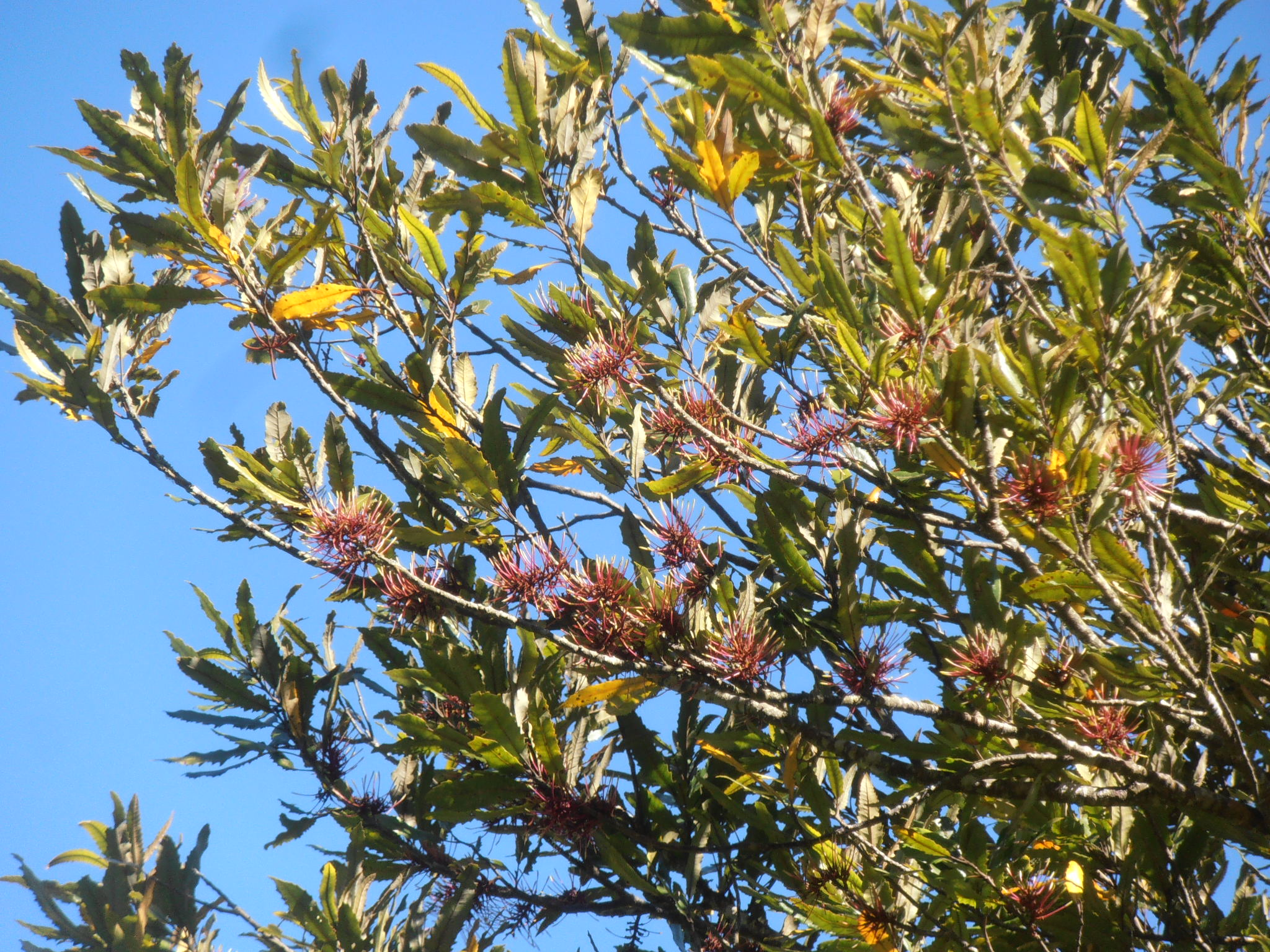
Un rewarewa en fleurs.
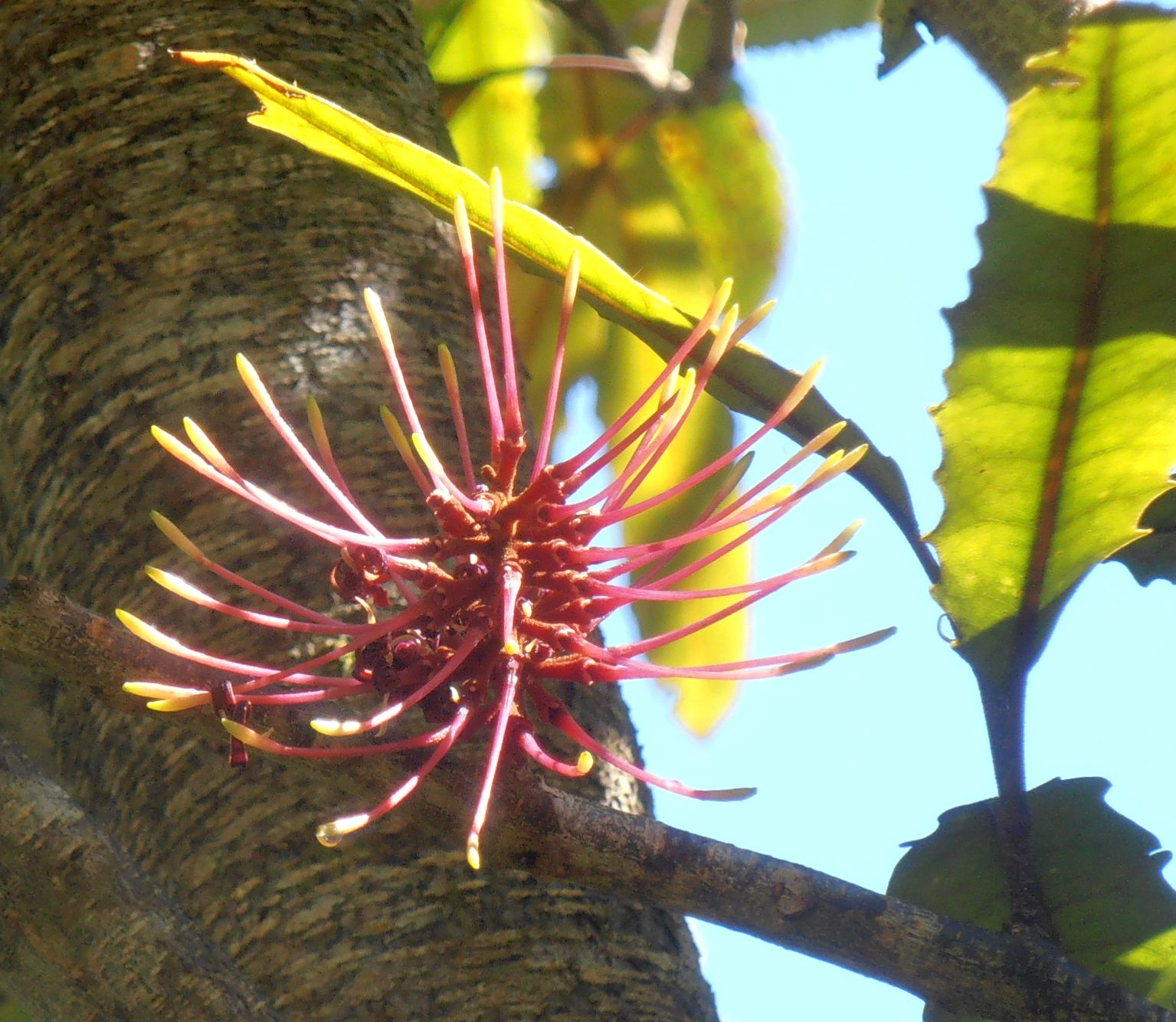
Une fleur de rewarewa dans le parc forestier de Tararua (en).
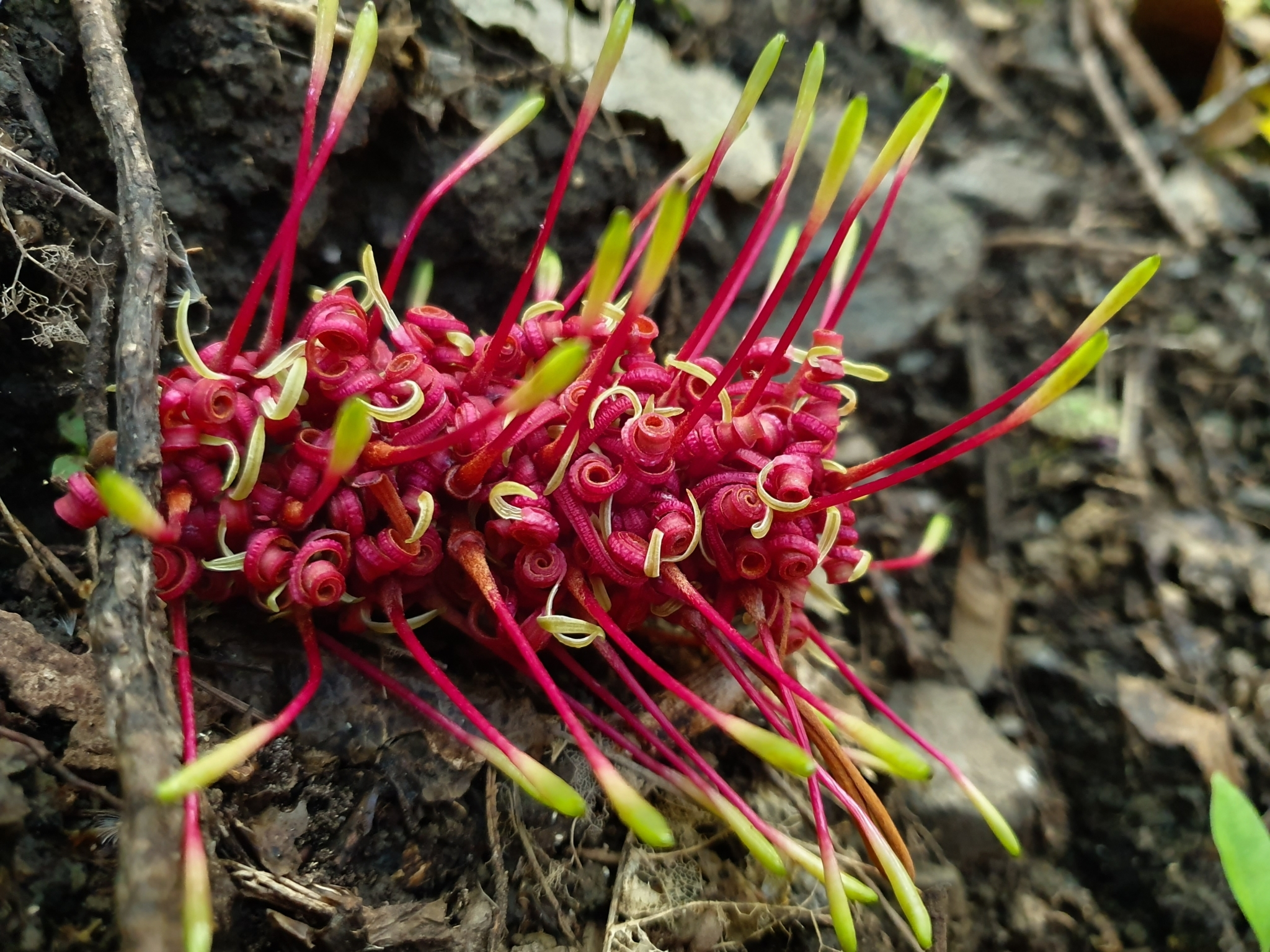
Une autre fleur de rewarewa.

## Usages
Traditionnellement, les Maoris récoltaient les fleurs en fin de printemps et les écrasaient à l'intérieur de récipients pour en récolter le nectar. L'écorce intérieure de l'arbre était utilisée comme Coagulant hémorragique ainsi que comme cicatrisant. En revanche, les indigènes n'utilisaient pas le bois de l'arbre. En particulier, ses propriétés en tant que bois de feu sont très peu intéressantes.
Les colons européens, découvrant le rewarewa, prennent rapidement conscience de son intérêt pour la marqueterie et l'incrustation. Toutefois, le traitement du bois est difficile, d'une part à cause de sa fragilité face aux insectes, en particulier la petite vrillette et le lyctus, d'autre part à cause de sa forte teneur en eau, qui provoque des fissures et des déformations lors du séchage. Le séchage des planches dure neuf mois ; une fois séché, le bois est solide, ayant notamment une bonne élasticité. Le bois possède de bonnes qualités acoustiques, ce qui lui vaut d'être apprécié en lutherie,.